# 민족간 결혼
민족간 결혼은 서로 다른 민족 사이에 이루어지는 혼인이다. 최근에는 이웃한 나라 사이의 민족간 결혼, 다민족 국가 내에서의 민족간 결혼이 늘어나고 있는 추세이다.

## 역사

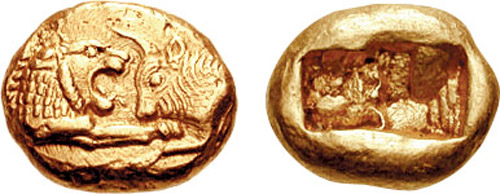
기원전 550년경 크로이소스의 황금색 크로에세이드는 리디아 사자와 그리스 황소를 묘사하며 부분적으로 인종 간 혈통을 인정한다.

고대에는 서로 다른 부족과 국가 사이의 결혼이 왕족이 다른 왕국과 동맹을 맺거나 다른 왕국에 영향을 주거나 약탈자나 노예 상인을 설득하려는 목적으로 이루어졌다. 두 가지 예인 헤르모다이크 1세(기원전 800년 경)와 헤르모다이크 2세(기원전 600년 경)는 현재 중앙 터키 지역의 왕과 결혼한 아가멤논 가문의 그리스 공주였다. 이러한 결합으로 인해 각각 획기적인 기술이 고대 그리스로 이전되었고, 표음 문자와 주화 사용(국가에서 가치가 보장되는 토큰 통화 사용)이 이루어졌다. 두 발명품 모두 무역과 협력을 통해 주변 국가에 급속히 채택되었으며 문명 발전에 근본적인 이점을 가져왔다.

## 영향
아프리카를 대상으로 실시된 한 연구에 따르면, 인종 간 결혼 수준이 높은 지역일수록 인종 갈등 수준도 낮은 것으로 나타났다.

## 같이 보기
- 인종간 결혼
- 종교간 결혼
- 국제결혼
- 동성결혼